# 越前国
越前国（えちぜんのくに）は、かつて日本の地方行政区分だった令制国の一つ。北陸道に属する。

## 沿革
北陸道がヤマト王権の支配下となった4世紀以降、角鹿国造、高志国造、三国国造、江沼国造、加我国造、羽咋国造、能等国造が設置された。
7世紀末の689年-692年（持統3-6年）頃高志国（こしのくに）が高志道前・高志道中・高志道後の3国に分割されたと想像されている。その後、高志前・高志中・高志後の表記を経て、大宝律令制定後の国印製作時に越前・越中・越後の表記に定まったと推定されている。
3国に分割された時の「越前国」の領域は、現在の石川県と、福井県の北部を含み、後の敦賀郡（旧角鹿国）、丹生郡（旧高志国）、足羽郡、大野郡、坂井郡（旧三国国）、江沼郡（旧江沼国）、加賀郡（旧加我国）、羽咋郡（旧羽咋国）、能登郡（旧能等国）、鳳至郡、珠洲郡の十一郡にわたる広大な面積であった。
養老2年（718年）5月2日に、現在の石川県北部にあたる羽咋郡、能登郡、鳳至郡、珠洲郡の四郡を能登国として分立させた。
弘仁14年（823年）3月1日に、現在の石川県南部にあたる加賀郡と江沼郡を割いて加賀国を建てた。これ以後は郡単位の移管はなく、主に現在の福井県のうち南部 （若狭国）を除く部分が領域となった。7世紀末の越国からは五分割、8世紀初頭の越前国からは三分割されたことになるが、それでも残った越前国は延喜式による等級で北陸道唯一の大国に区分された。
なお、白山の西麓にあたる現在の石川県の一部(白山市の旧白峰村地域、同市旧尾口村地域の一部および同県小松市旧新丸村地域)は白山麓十八ヶ村とも呼ばれ、信仰登山をめぐる利権を巡って加賀側と越前側で中世以来帰属争いが絶えない地域であり、加越両国の間を揺れ動いた。最終的に越前国でありながら明治初期に石川県に加えられた地域となる。美濃国との境にあった現岐阜県郡上市の旧石徹白村地域も、越前国の領域で一時は福井県だったが、昭和の大合併で岐阜県側に越境合併した。
京都や奈良をうかがうのに近すぎず遠すぎずの大国でもあり、古来、この地に拠って天下を争い、滅んだ武将が少なくない。新田義貞、朝倉義景、柴田勝家が挙げられ（特に義貞の籠城は、のちに即位無効とされたものの新天皇を推戴してのものである）、主将としてではないが大谷吉継、この地を再起の拠点として逃れる途上で殺された藤原仲麻呂などもこれに準じる。明智光秀も、一時期同国の住人であった。
継体天皇は、越前国から大和へ迎えられたとされ、万葉歌人としてよく知られる志貴皇子（天智天皇皇子）の母「越道君伊羅都売」もこの国の出自と考えられている。他に、直接天下取りに動いたわけではないが、徳川家康の次男であり英邁をうたわれながら弟の徳川秀忠に後継を譲らざるを得なかった結城秀康も、この地の領主として後半生を送った。米の産地として播磨国と「一播二越」（いちばんにえち）と称された。

### 近世以降の沿革
- 「旧高旧領取調帳」に記載されている明治初年時点での国内の支配は以下の通り（1,495村・680,914石余）。太字は当該郡内に藩庁が所在。国名のあるものは飛地領。
  - 南条郡（89村・35,502石余） - 幕府領（福井藩預地）、旗本領、福井藩、丸岡藩、鯖江藩、若狭小浜藩、三河西尾藩、美濃郡上藩
  - 今立郡（191村・85,575石余） - 幕府領（福井藩預地）、旗本領、福井藩、鯖江藩、若狭小浜藩
  - 丹生郡（231村・86,692石余） - 幕府領（本保代官所・福井藩預地）、旗本領、福井藩、鯖江藩、大野藩、三河西尾藩、美濃郡上藩
  - 大野郡（258村・96,259石余） - 幕府領（本保代官所・福井藩預地）、福井藩、大野藩、勝山藩、鯖江藩、美濃郡上藩
  - 足羽郡（158村・88,467石余） - 福井藩
  - 吉田郡（136村・80,191石余） - 福井藩
  - 坂井郡（351村・185,419石余） - 幕府領（本保代官所・福井藩預地）、福井藩、丸岡藩、三河西尾藩
  - 敦賀郡（81村・22,806石余） - 旗本領、鞠山藩、若狭小浜藩、安房勝山藩、幸若氏知行
- 明治2年
  - 6月23日（1869年7月31日） - 安房勝山藩が、越前勝山藩、美作勝山藩との区別のため、任知藩事後に加知山藩に改称。
  - 6月24日（1869年8月1日） - 版籍奉還により鞠山藩（通称）の正式名称が敦賀藩となる。
- 明治3年
  - 3月23日（1870年4月23日） - 敦賀藩が改称して鞠山藩となる。
  - 9月17日（1870年10月11日） - 鞠山藩が小浜藩に編入。
  - 12月22日（1871年2月11日） - 幕府領・旗本領が本保県の管轄となる。
- 明治4年
  - 7月14日（1871年8月29日） - 廃藩置県により、藩領が福井県（第1次）、勝山県、鯖江県、大野県、丸岡県および加知山県、小浜県、西尾県、郡上県の飛地となる。
  - 11月14日（1871年12月25日） - 第1次府県統合により、加知山県の管轄区域が木更津県の管轄となる。
  - 11月20日（1871年12月31日） - 第1次府県統合により、敦賀郡・今立郡・南条郡が敦賀県、残部が足羽県の管轄となる。
- 明治6年（1873年）1月14日 - 全域が敦賀県の管轄となる。
- 明治8年（1875年）8月21日 - 敦賀郡が滋賀県、残部が石川県の管轄となる。
- 明治14年（1881年）2月7日 - 全域が福井県の管轄となる。
- 昭和33年（1958年）10月15日 - 大野郡石徹白村が岐阜県郡上郡白鳥町（現・郡上市）に編入。

## 領域
明治維新の直前の領域は現在以下のようになっている。太字の自治体及び郡は全域が、通常体は一部が国土にあたる。
- 福井県
  - 福井市
  - 敦賀市
  - 大野市
  - 勝山市
  - 鯖江市
  - あわら市
  - 越前市
  - 坂井市
  - 吉田郡
  - 今立郡
  - 南条郡
  - 丹生郡
- 岐阜県
  - 郡上市
    - 白鳥町石徹白

## 国内の施設

### 国府
国府は現在の越前市にあったとされる。遺構は見つかっておらず、未だ確定には至っていない。越前市役所（越前市府中）付近では平安時代初期の柱穴や「国寺」等の墨書銘土器が見つかっており、同地が国府跡となる可能性が指摘されている。

### 国分寺・国分尼寺
- 越前国分寺跡
創建時の遺構は所在未詳。護国山国分寺（越前市京町、北緯35度54分13.97秒 東経136度9分52.34秒 / 北緯35.9038806度 東経136.1645389度）が法燈を伝承する。

尼寺跡も未詳。

### 神社
延喜式内社
『延喜式神名帳』には、大社8座2社・小社118座111社の計126座113社が記載されている（「越前国の式内社一覧」参照）。大社2社は以下に示すもので、いずれも名神大社である。
- 敦賀郡 気比神社七座
  - 比定社：氣比神宮 （敦賀市曙町）
- 丹生郡 大虫神社
  - 比定社：大虫神社 （越前市大虫町、北緯35度54分3.21秒 東経136度7分35.73秒 / 北緯35.9008917度 東経136.1265917度）

総社・一宮以下
『中世諸国一宮制の基礎的研究』に基づく一宮以下の一覧。
- 総社：総社大神宮 （越前市京町、北緯35度54分11.94秒 東経136度9分54.39秒 / 北緯35.9033167度 東経136.1651083度）
- 一宮：氣比神宮 （敦賀市曙町、北緯35度39分17.85秒 東経136度4分28.92秒 / 北緯35.6549583度 東経136.0747000度）

なお、二宮を劔神社（丹生郡越前町織田、北緯35度57分28.19秒 東経136度3分19.44秒 / 北緯35.9578306度 東経136.0554000度）とする説があるが、中世史料はなく不詳。三宮以下は未詳。

## 地域

### 郡
- 敦賀郡
- 丹生郡
- 今立郡
- 足羽郡
- 大野郡
- 坂井郡
- 吉田郡
- 南条郡（明治期に丹生郡より分離、ただし地域慣習としては中世より別郡とされていた）

## 人物

### 国司

#### 越前守
- 藤原内麻呂 786年（延暦5年）
- 良岑木蓮 844年（承和11年） – 849年（嘉祥2年）
- 源直 892年2月25日（寛平4年正月23日） – 895年（寛平7年）
- 源悦 901年（延喜元年）
- 橘良殖 906年（延喜6年）
- 源国盛 996年（長徳2年）
- 藤原為時 996年（長徳2年）　紫式部の父。紫式部も越前国府に帯同したという。
- 藤原定成 1058年（康平元年）
- 藤原宗能 1100年（康和2年）
- 平資盛 1171年（嘉応3年）
- 藤原隆信 1200年頃
- 丹羽長秀

#### 越前介
- 阿倍広人 759年（天平宝字3年）
- 藤原内麻呂 785年（延暦4年）
- 三統理平 901年（延喜元年）

### 守護

#### 鎌倉幕府
- ?～1191年 - 比企朝宗
- 1213年～? - 大内惟義
- ?～1221年 - 大内惟信
- 1221年～1227年 - 島津忠久
- 1227年～1228年 - 島津忠時
- 1228年～? - 後藤基綱
- 1275年頃～? - 足利満氏?
- 1301年～? - 後藤基頼
- 1321年～? - 後藤基雄

#### 室町幕府
- 1336年～1341年 - 斯波高経
- 1346年～1350年 - 細川頼春
- 1352年～1366年 - 斯波高経・斯波氏経・斯波義種
- 1366年～1379年 - 畠山義深
- 1379年 - 畠山基国
- 1380年～1396年 - 斯波義将
- 1398年～1418年 - 斯波義重
- 1418年～1433年 - 斯波義淳
- 1433年～1436年 - 斯波義郷
- 1436年～1452年 - 斯波義健
- 1452年～1460年 - 斯波義敏
- 1460年～1461年 - 斯波松王丸
- 1461年～1466年 - 斯波義廉
- 1466年 - 斯波義敏
- 1466年～1471年 - 斯波義廉
- 1471年～1481年 - 朝倉孝景
- 1481年～1486年 - 朝倉氏景
- 1486年～1512年 - 朝倉貞景
- 1512年～1548年 - 朝倉孝景
- 1548年～1573年 - 朝倉義景

### 戦国大名
- 朝倉氏

### 織豊政権の大名
織田政権
- 柴田勝家（北ノ庄城49万石）
- 府中三人衆
  - 前田利家
  - 佐々成政
  - 不破光治

豊臣政権
- 丹羽長秀 - 丹羽長重（北ノ庄城123万石）
- 堀秀政 - 堀秀治（北ノ庄城18万石）
- 青木一矩（大野城8万石→越前府中城→北ノ庄城20万石）
- 青木俊矩（金剛院城2万石）
- 青山宗勝（丸岡城4万6千石）
- 赤座直保（今庄2万石）
- 大谷吉継（敦賀城5万石）

### 武家官位としての越前守
- 長尾房長（上田長尾家。米沢藩初代・上杉景勝の祖父）
- 長尾政景（同、景勝の実父）
- 中条藤資
- 秋山虎康（武田家臣）
- 本庄繁長
- 伊達政宗 1597年（慶長2年） - 1608年（慶長13年）
- 松平忠直（越前北ノ庄（福井）藩第２代藩主 75万石）1615年（元和元年）閏6月19日 - 1623年（元和9年）
- 仙石政俊 1634年（寛永11年） - 1628年（寛永5年）
- 本多利長 1646年（正保3年）
- 松平光通（越前福井藩第４代藩主 45万石）1648年（慶安元年）12月21日 - 1674年（延宝2年）3月24日
- 仙石政明 1672年（寛文12年）
- 松平綱昌（越前福井藩第6代藩主 45万石）1675年（延宝3年）11月23日 - 1686年（貞享3年）閏3月6日
- 間部詮房 1704年（宝永元年）
- 大岡忠相（江戸町奉行、寺社奉行を経て三河西大平藩初代藩主 1万石） 1717年（享保2年）
- 大岡忠宜 1752年（宝暦3年）
- 松平重昌（越前福井藩第11代藩主 30万石）1755年（宝暦5年）6月13日 - 1758年（宝暦8年）3月21日
- 松平重富（越前福井藩第12代藩主 30万石）1760年（宝暦10年） - 1799年（寛政11年）9月18日
- 大岡忠恒 1766年
- 大岡忠與 1784年
- 上杉治憲（米沢藩第９代藩主）1785年（天明5年） -
- 大岡忠移
- 松平治好（越前福井藩第13代藩主 30→32万石）1802年（享和2年）2月29日 - 1825年（文政8年）12月1日
- 松平斉承（越前福井藩第14代藩主 32万石）1826年（文政9年）12月19日 - 1835年（天保6年）閏7月2日
- 大岡忠愛
- 松平斉善（越前福井藩第15代藩主 32万石）1835年（天保6年）10月28日 - 1838年（天保9年）
- 松平慶永（越前福井藩第16代藩主 32万石）1838年（天保9年）12月11日 - 1864年（元治元年）2月16日
- 大岡忠敬
- 松平茂昭（越前福井藩第17代藩主 32万石）1858年（安政5年）10月21日 -1869年（明治2年）6月

## その他
越前出身の商人は、商才に長ける人物が多かったため、越前商人として名が知られていた。